# Sphenops sepsoides
Sphenops sepsoides é uma espécie de réptil escamado da família Scincidae.
Pode ser encontrada nos seguintes países: Egito, Israel, Jordânia, Líbia e Palestina.
Os seus habitats naturais são: matagal árido tropical ou subtropical, campos de gramíneas subtropicais ou tropicais secos de baixa altitude, nascentes de água doce, desertos quentes e costas arenosas.
Está ameaçada por perda de habitat.